# Nouveau Souffle
Pour les articles homonymes, voir Breathing.
Pour plus de détails, voir Fiche technique et Distribution.
Nouveau Souffle (titre original : Atmen signifiant « respirer ») est un film autrichien de Karl Markovics, sorti en 2011.

## Synopsis
Roman Kogler, 19 ans, purge une peine de cinq ans dans une prison pour mineurs en Basse-Autriche. À 14 ans, il a commis un homicide lors d'une dispute. Enfant violent avec sa mère, il souhaite une demande de libération anticipée de prison. Mais il a besoin d'un emploi. Dans un journal, il lit une petite annonce des services municipaux de Vienne. Bien que son conseiller de probation le lui déconseille, Roman devient agent de pompes funèbres. Il doit supporter la vue de cadavres, mais aussi le harcèlement de son patron Rudolf Kienast.
Un jour, le groupe de Roman reçoit l'ordre d'amener le corps d'une femme du Kaiser-Franz-Josef-Spital à un cimetière. Elle porte le même nom que Roman, il s'imagine qu'il s'agit de sa mère. Mais quand il s'aperçoit que ce n'est pas elle, l'adolescent décide de la retrouver. Il parvient à trouver l'adresse de Margit Kogler et l'aborde dans un magasin de meubles. Ils ont une longue conversation sur le passé. Ensuite il lui ment sur sa situation de délinquant en lui expliquant être professeur de plongée. Lorsqu'il lui demande pourquoi elle l'a remis volontairement à l'aide sociale à la jeunesse, la mère répond qu'il s'agit de la meilleure chose qu'elle ait faite dans sa vie. Roman s'en va, furieux.
Durant un enlèvement dans un domicile, Roman se défend contre les hostilités de Kienast. Alors qu'il l'aide à laver le corps et à l'habiller, pour la première fois ils ont une bonne entente. Kienast devient peu à peu une figure paternelle qui manquait à Roman. Lorsqu'ils sont appelés à venir à la gare de Vienne-Praterstern, celui qu'ils sont venus enlever est en fait toujours réanimé par les secours.
Un autre jour, Margit vient retrouver Roman après son travail. Elle raconte que Roman était un bébé très agité et bruyant, surtout la nuit. Une nuit, elle prend un oreiller et l'appuie contre le visage pour ne plus entendre les cris. Lorsqu'elle le retire, le nourrisson ne respire plus puis reprend son souffle. Le lendemain, elle donne son enfant aux services sociaux.
Au cours de l'audience de demande de probation, on voit une vidéo où la scène de l'homicide est reconstituée. On voit que Roman ne parvient plus à respirer car ses camarades lui maintiennent son pull-over sur la tête, ce qui, en raison de son traumatisme subconscient de l'enfance, a provoqué l'acte irrationnel d'homicide involontaire. À la fin de l'audience, Roman quitte le tribunal, sans savoir si sa probation est acceptée ou refusée. La réaction joyeuse de son agent de probation, cependant, indique un résultat positif. Dans la scène finale, Roman se rend sur la tombe de l'adolescent qu'il a tué.

## Fiche technique
- Titre : Nouveau souffle
- Titre original : Atmen

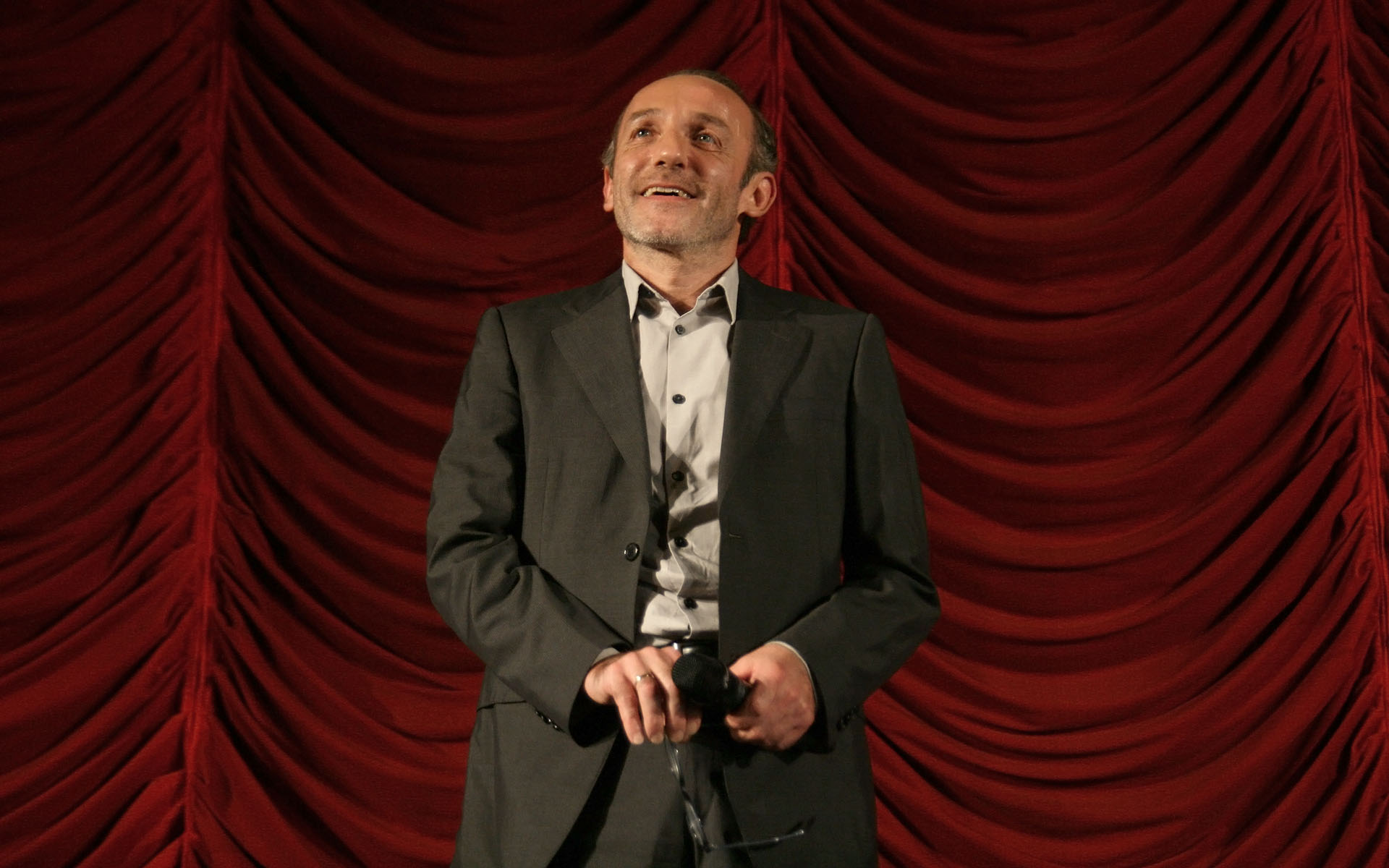
Karl Markovics lors de la première

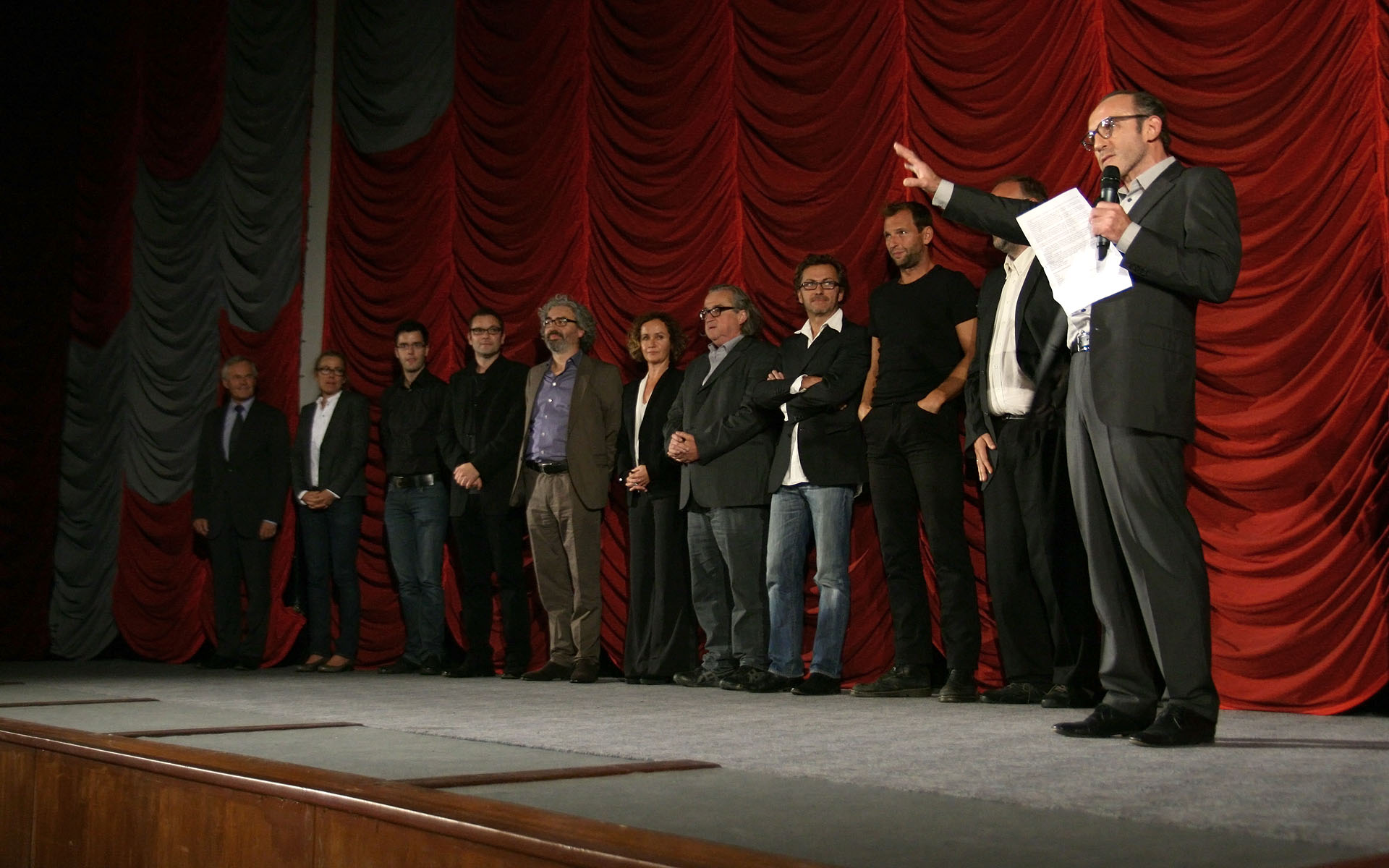
Karl Markovics et l'équipe technique lors de la première

- Réalisation : Karl Markovics assisté d'Anton Maria Aigner et de Rainer Vierlinger
- Scénario : Karl Markovics
- Musique : Herbert Tucmandl
- Direction artistique : Isidor Wimmer
- Costumes : Caterina Czepek
- Photographie : Martin Gschlacht
- Son : William Franck
- Montage : Alarich Lenz
- Production : Dieter Pochlatko, Nikolaus Wisiak
- Sociétés de production : Epo-Film Produktionsgesellschaft
- Société de distribution : Thim Film
- Pays d'origine :  Autriche
- Langue : allemand
- Format : Couleurs - 2,35:1 - Dolby Digital - 35 mm
- Genre : Drame
- Durée : 94 minutes
- Dates de sortie :
  -  Autriche : 30 septembre 2011.
  -  Allemagne : 8 décembre 2011.
  -  France : 14 mars 2012.
  -  Royaume-Uni : 20 avril 2012.
  -  États-Unis : 31 août 2012.

## Distribution

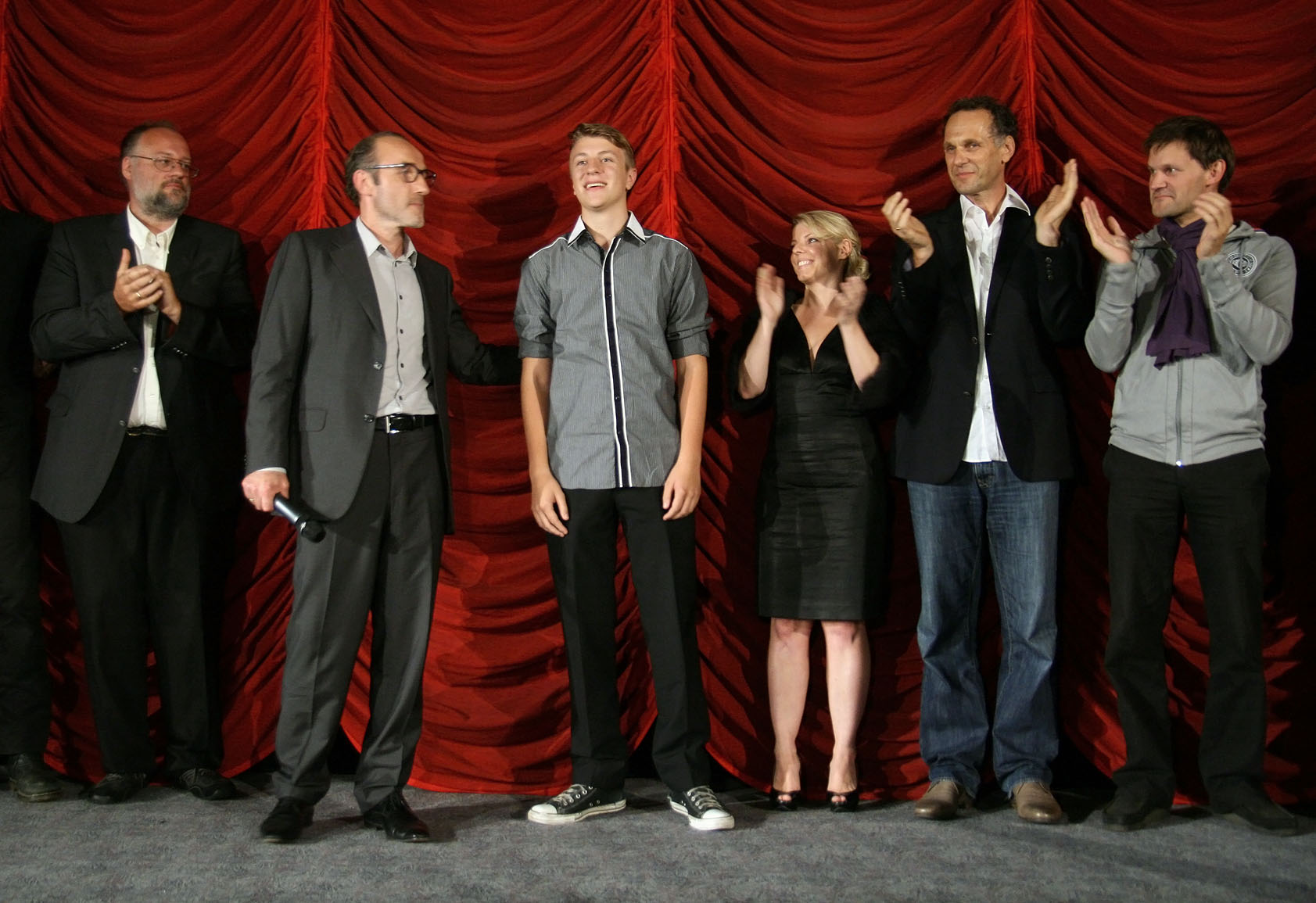
Karl Markovics et les acteurs principaux lors de la première

- Thomas Schubert (de) : Roman Kogler
- Karin Lischka (de) : Margit Kogler
- Gerhard Liebmann : Walter Fakler
- Georg Friedrich : Rudolf Kienast
- Stefan Matousch : Gerhard Schorn
- Georg Veitl : Jürgen Hefor
- Klaus Rott (de) : Leopold Wesnik
- Luna Mijović : Mona
- Reinhold G. Moritz (de) : Josef Kallinger

## Autour du film
Le tournage du film avec un budget de production de 1 million d'euros a lieu à Vienne.
Thomas Schubert est un comédien que Karl Markovics a retenu après avoir fait passer une audition de trois cents candidats.
Après des présentations dans divers festivals (Cannes, Sarajevo), la première du film a lieu le 27 septembre 2011 au Gartenbaukino à Vienne.

## Distinctions

### Récompenses

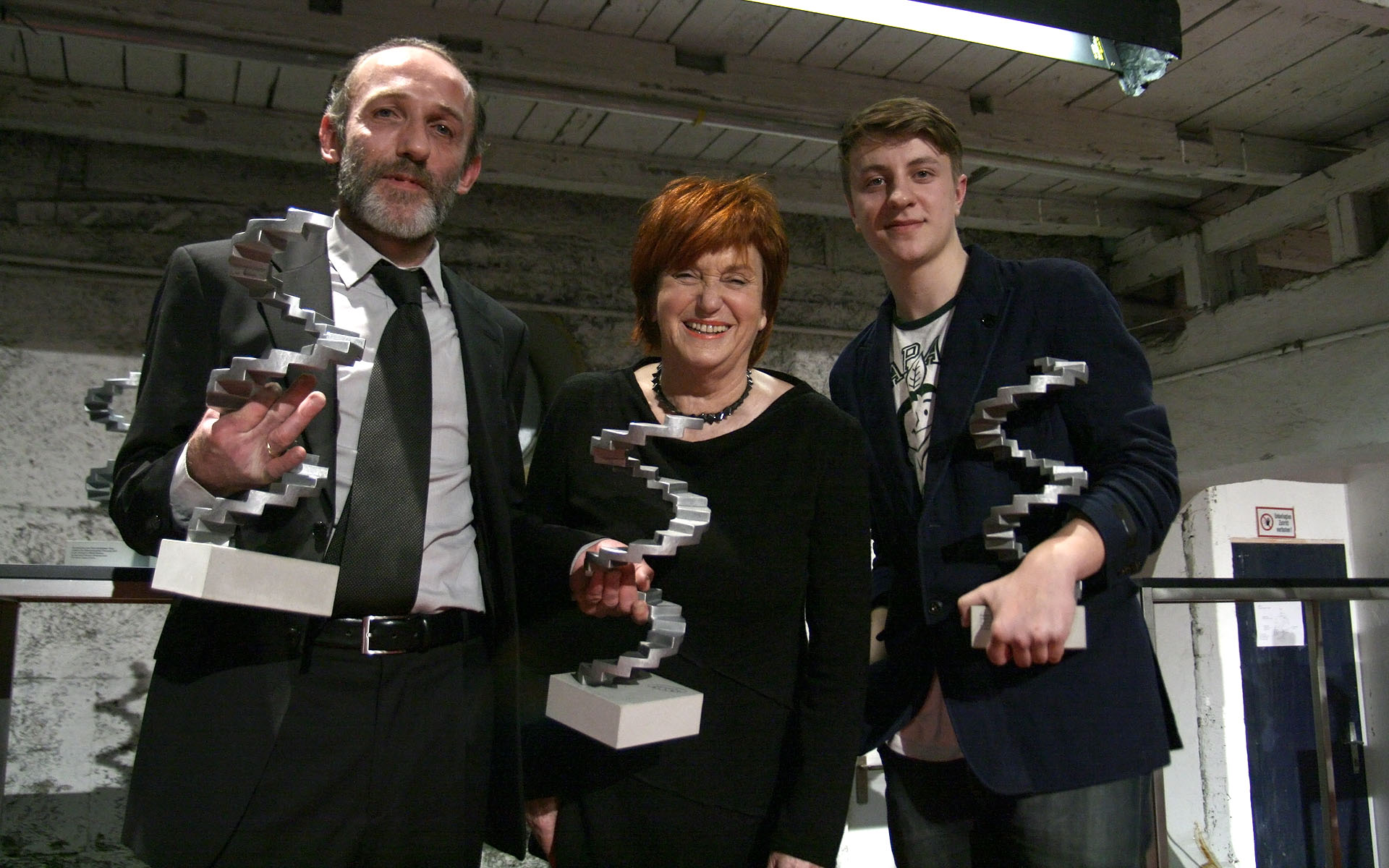
Karl Markovics et Thomas Schubert avec leurs Prix du film autrichien (en compagnie de Valie Export)

- Festival de Cannes 2011 : Label Europa Cinemas (sélection de la Quinzaine des réalisateurs)
- Festival du film de Sarajevo 2011 : Prix du jury[1] et prix du meilleur acteur pour Thomas Schubert
- Festival du film de Zurich 2011 : Prix du film germanophone[2]
- Festival international du film de São Paulo 2011 : Prix du jury du meilleur film[3]
- Prix du film autrichien 2012 (de) :
  - Meilleur film
  - Meilleur acteur pour Thomas Schubert
  - Meilleur réalisateur et meilleur scénario pour Karl Markovics
  - Meilleur montage pour Alarich Lenz
- Prix du public au Festival Âge d'or-Cinédécouvertes 2011

Le film est sélectionné par l'Austrian Film Commission (de) pour l'Oscar du meilleur film en langue étrangère. Cependant il n'est pas retenu par l'Academy of Motion Picture Arts and Sciences.